# 飯沼慾斎

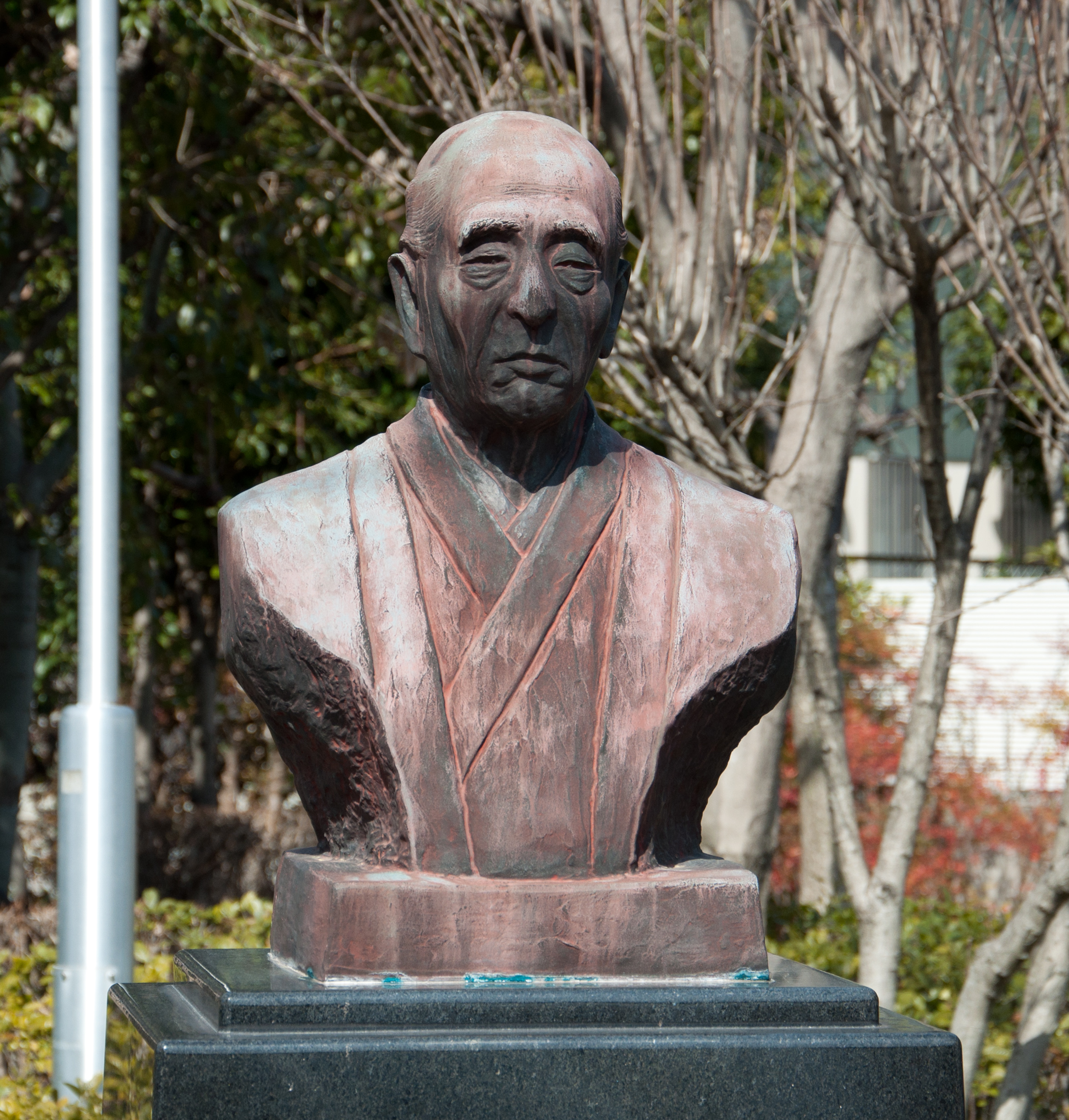
飯沼慾斎像(岐阜県大垣市俵町)

飯沼 慾斎（いいぬま よくさい、天明2年6月10日（1782年7月19日） - 慶応元年閏5月5日＜1865年6月27日＞）は、江戸時代の医家で本草学者。「リンネ」の植物分類法を日本で最初に採用した「草木図説」を出版した。伊勢国亀山（現・三重県）出身。次男として生まれる。

## 人物

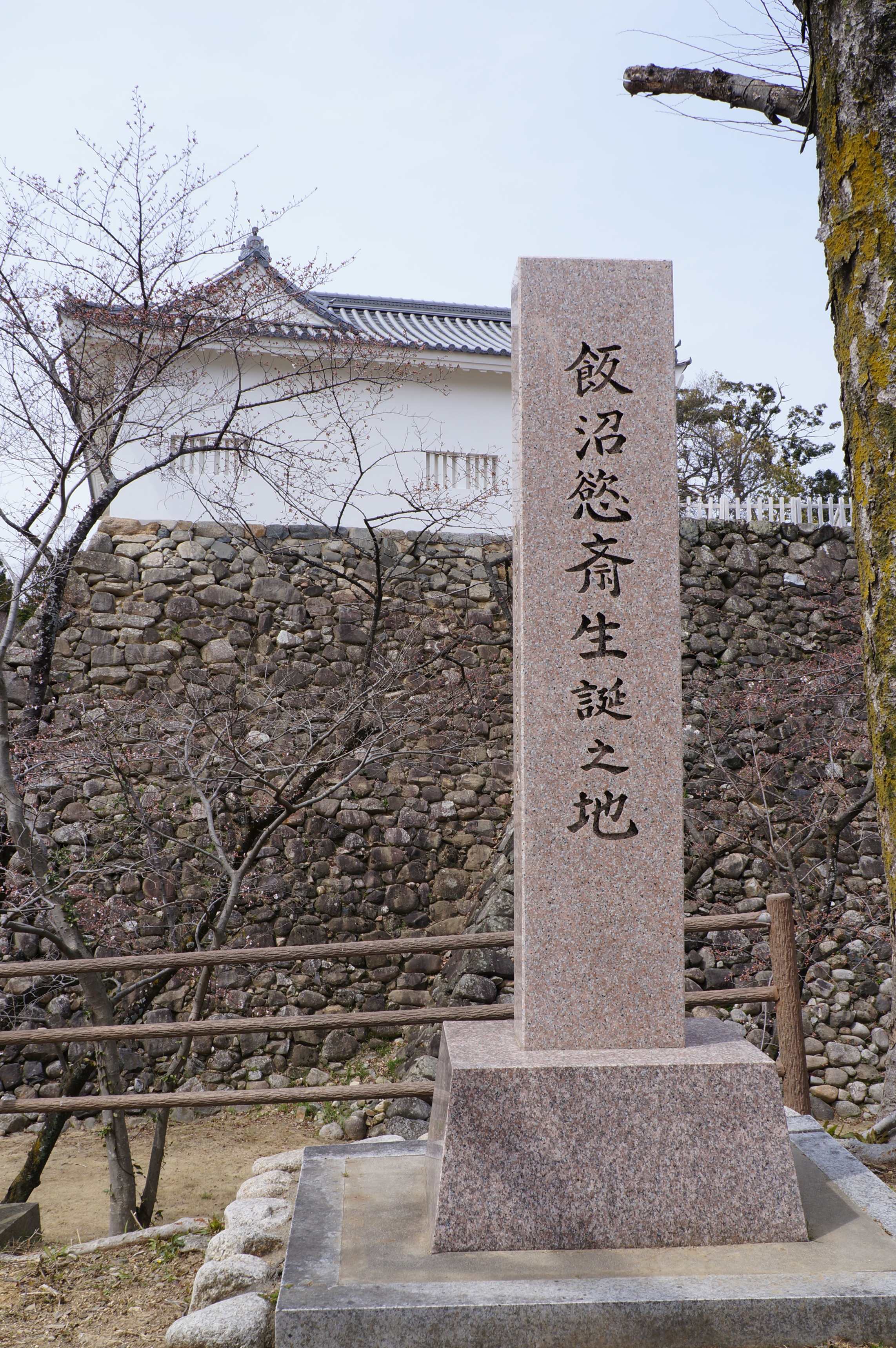
亀山城のそばにある飯沼慾斎生誕の地を示す石碑（三重県亀山市）

名を守之、後に長順、字を龍夫といい、幼名本平。慾斎は、引退後の号。小野蘭山について本草学を学んだ。後、宇田川榛斎に入門し蘭学を修め、大垣に帰り蘭方医を開業し名声を博した。文政11年（1828年）には人体解剖もおこなっており、本業の医家としても先駆者であった。60歳を過ぎても壮健で知識欲旺盛であり、自ら慾斎と号したことでもその意欲が覗い知ることが出来る。『草木図説』 執筆の傍ら68歳で自ら種痘を試み、70歳を越してから門人とともに写真術の研究をはじめ、80歳では、博物学・医学・本草学の知識を広めようとシーボルトと会見せんとしたものの、これはシーボルトの帰国で実現しなかった。最晩年には、足を傷めたが、山篭に乗っては深山まで植物採集に出かけたという。
1909年（明治42年）、従四位を追贈された。
『草木図説』は、草部20巻・木部10巻・禾本沙草無花部10巻からなり、生前に刊行されたのは、草部20巻のみであったが、その価値は、時代を経ても色あせることなく海外でも高く評価されていた。牧野富太郎も増訂草木図説を昭和に入ってから出版しているほどで、まして木部の刊行は実に死後120年たった1977年（昭和52年）のことであった。

## 関連人物
- 小島柳蛙 （甥〈妹・登喜の息子〉） - 写真家